# Refugi de Claror
Il refugi de Claror è un rifugio alpino che si trova nella parrocchia di Escaldes-Engordany a 2.280 m d'altezza.

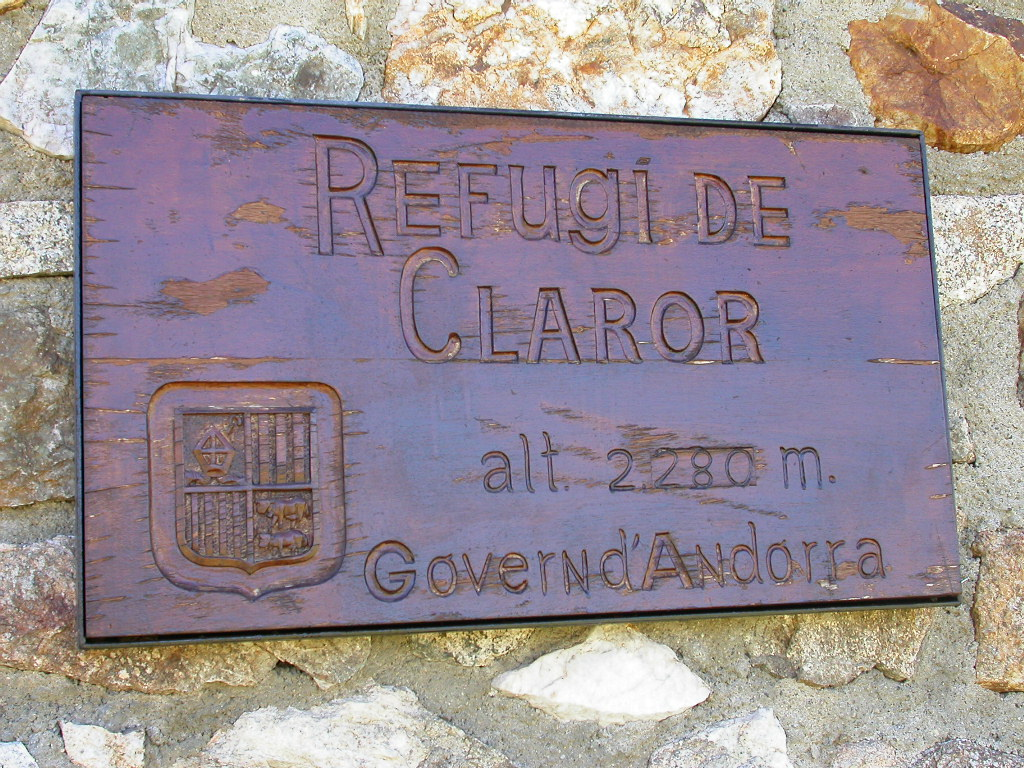
Placca all'esterno del rifugio.